# Invicti bellate
Invicti bellate, RV 628, és un motet compost per Antonio Vivaldi a partir d'un text anònim en llatí. Està escrit en la tonalitat de sol major i dins l'habitual estil líric italià del barroc. Com en els motets introductoris, peces que precedien algunes grans obres de Vivaldi, els textos no són litúrgics, sinó versions lliures en llatí d'autor desconegut. El manuscrit està incomplet, però ha estat reconstruït i enregistrat per l'Academia Montis Regalis.

## Estructura i anàlisi musical
Està escrit per a contralt solista. Denis Arnold va proposar la frase "concert per a veu" per descriure aquests motets de Vivaldi. El manuscrit es troba en la col·lecció Giordano de la Biblioteca Nacional de Torí (volum 32); en el títol apareix la indicació «Motetto a Canto solo con Instrumenti, del Sig. D. Antonio Vivaldi». Entre les obres incompletes de Vivaldi aquesta és un cas particularment curiós. És bastant conegut pel públic perquè es troba en diverses edicions, concerts i enregistraments, però en els de vegades s'ignora que falten uns 110-120 compassos de música. El motet no es pot interpretar en l'estat que ens ha arribat i cal evitar els posicionaments acrítics que tendeixen a reconstruir obres incompletes a qualsevol cost.
L'obra, en la tonalitat de sol major, té una estructura en quatre moviments i amb les següents característiques musicals:
| Moviment                    | Instrumentació         | Forma     | Tempo       | Tonalitat |
| --------------------------- | ---------------------- | --------- | ----------- | --------- |
| 1. «Invicti bellate»        | contralt, corda i b.c. | ària      | presto      | sol major |
| 2. «Fortes estote in bello» | contralt i b.c.        | recitatiu | (recitatiu) | ...       |
| 3. «Dux eterne, Jesu care»  | contralt, corda i b.c. | ària      | larghetto   | mi menor  |
| 4. «Alleluia»               | contralt, corda i b.c. | ària      | allegro     | sol major |

## Text
El text és el següent:
| 1. Ària. Invicti bellate Intrat diem squalida nox. 2. Recitatiu. Fortes estote in bello Nec difficilis est tiranni fuga Vos caelestis invitat tubae clangor ad arma Ecce adorata cruces vexilla Summus omnipotens dal signa ductor. Sub tanto duce certa vestra victoria Certo triumph vestro et vestra Gloria. | 3. Ària. Dux aeterne Jesu care Si per te gaudet certare Da vigorem cordi meo. Et accensum (assensum) sacro ardore Et defensum almo amore Noceat hosti invicte reo. 4. Alleluia. |